# Eintracht-Stadion
O Eintracht Braunschweig Stadion tem 24.406 assentos. Porem no futebol, a capacidade é limitada por razões de segurança em 23.325 lugares dos quais 12.650 assentos cobertos, o estádio esta localizado em Braunschweig, e é a casa do clube de futebol Eintracht Braunschweig que dispulta a 2. Bundesliga, segunda divisão do campeonato alemão.

## Galeria

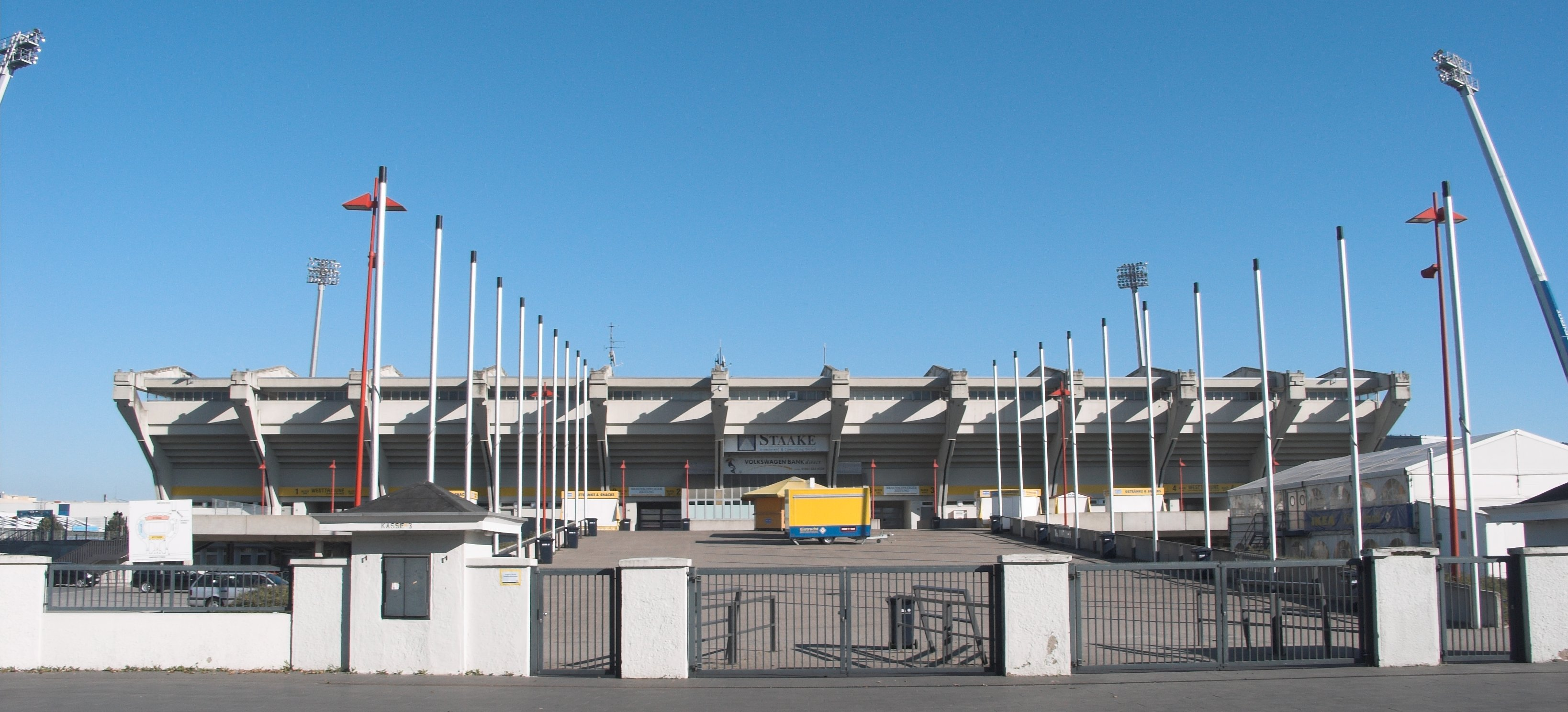
Ansicht von der Hamburger Straße (2006)
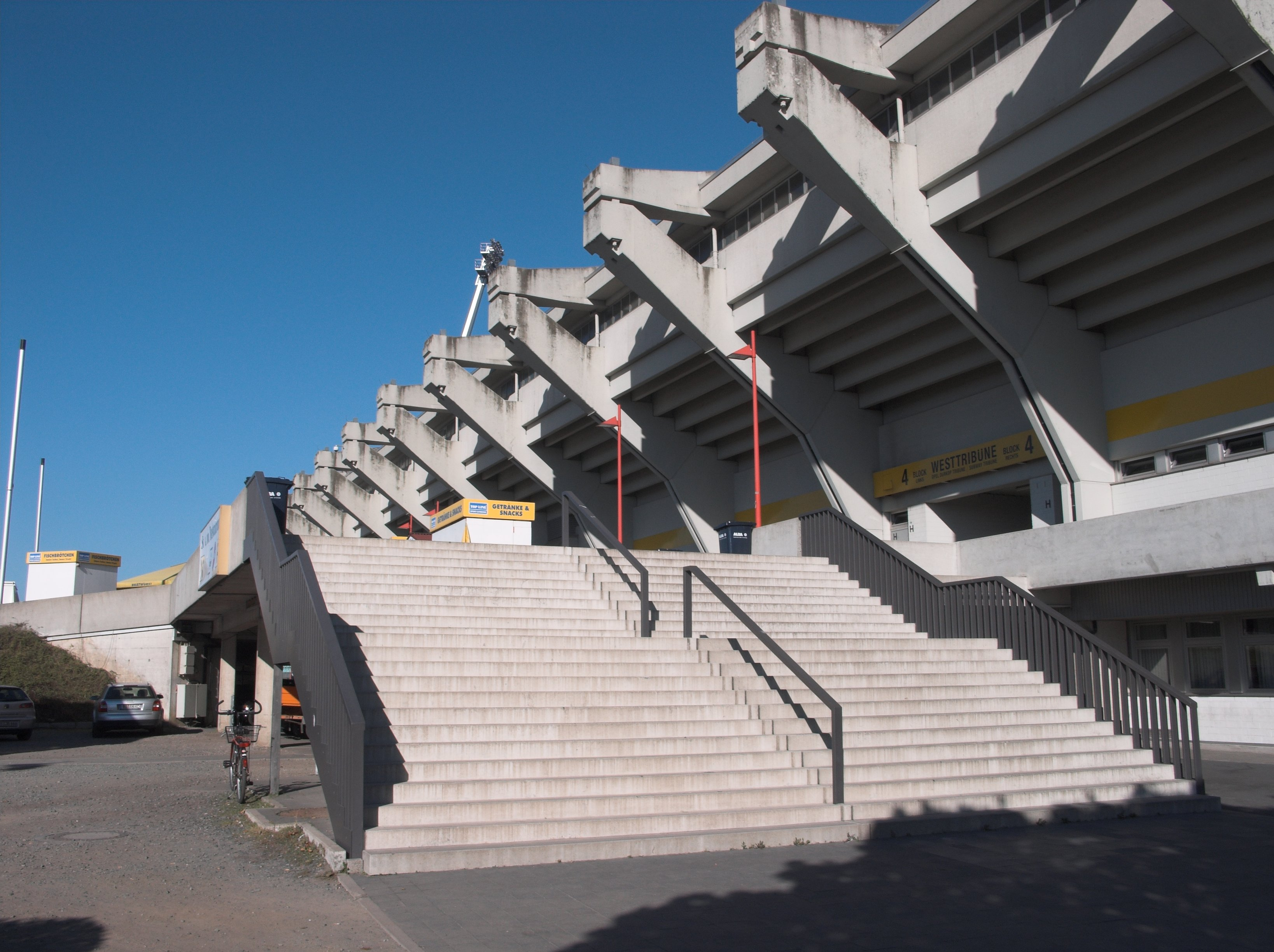
Außenansicht
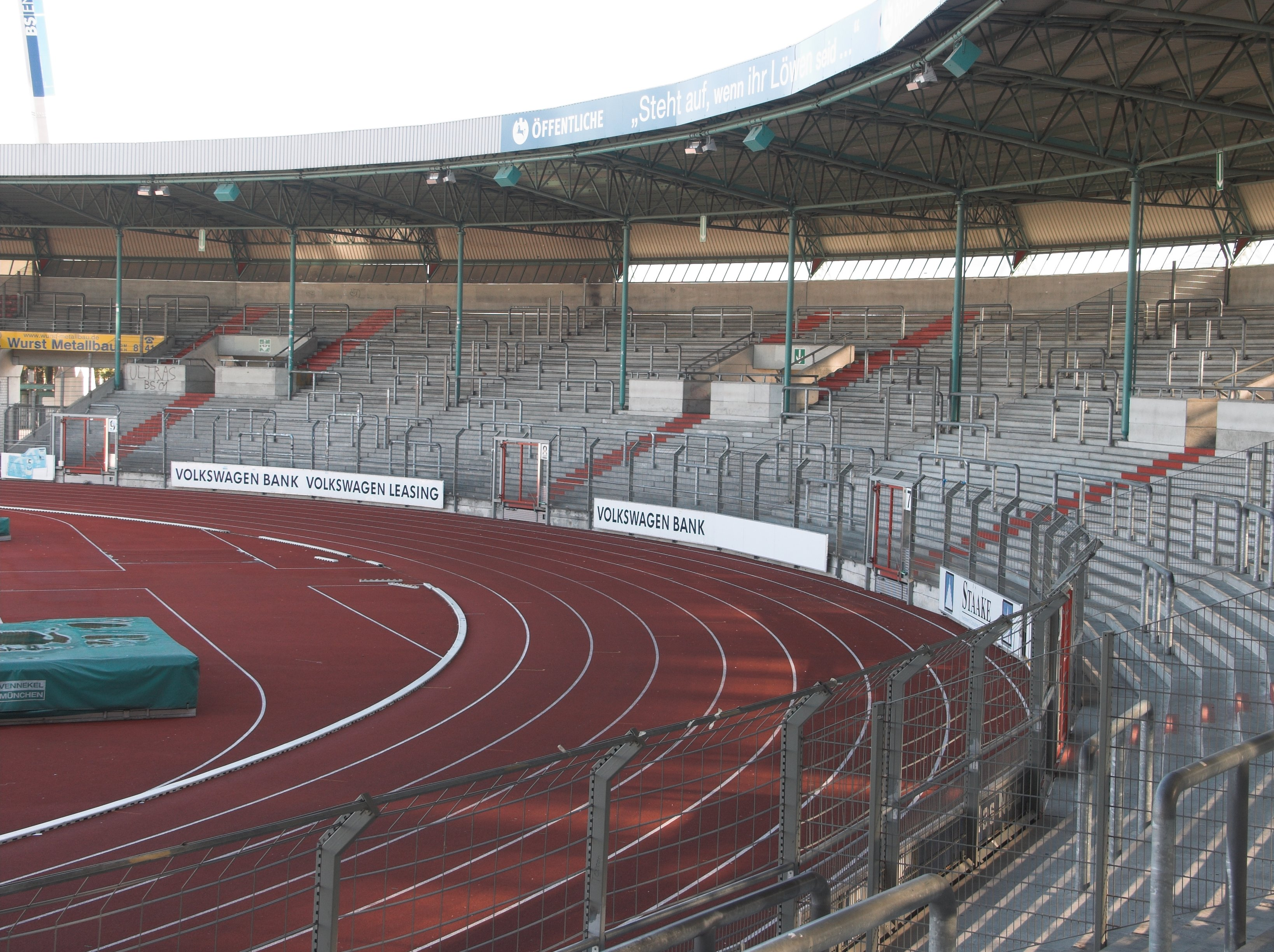
Südkurve
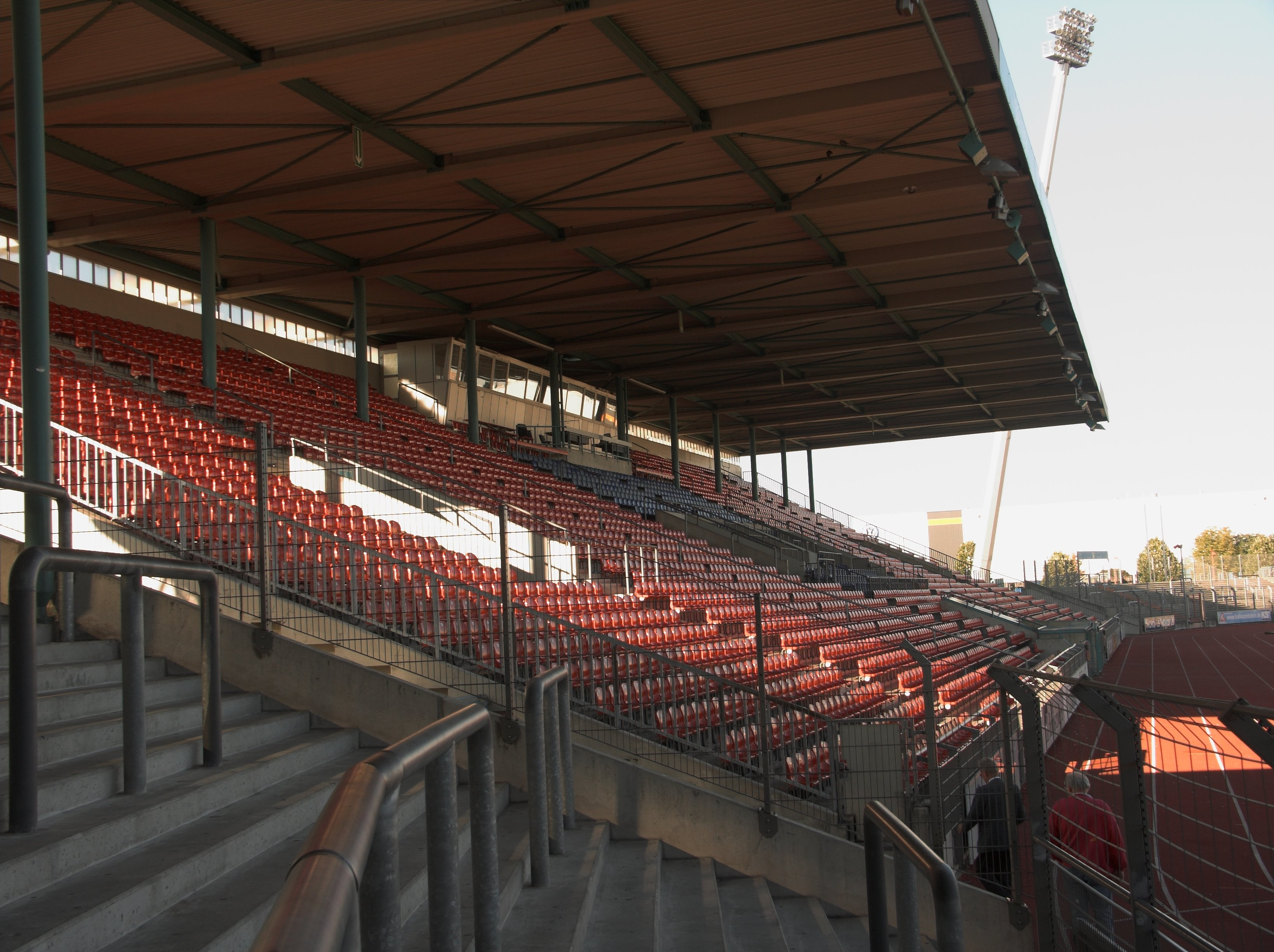
Haupttribüne
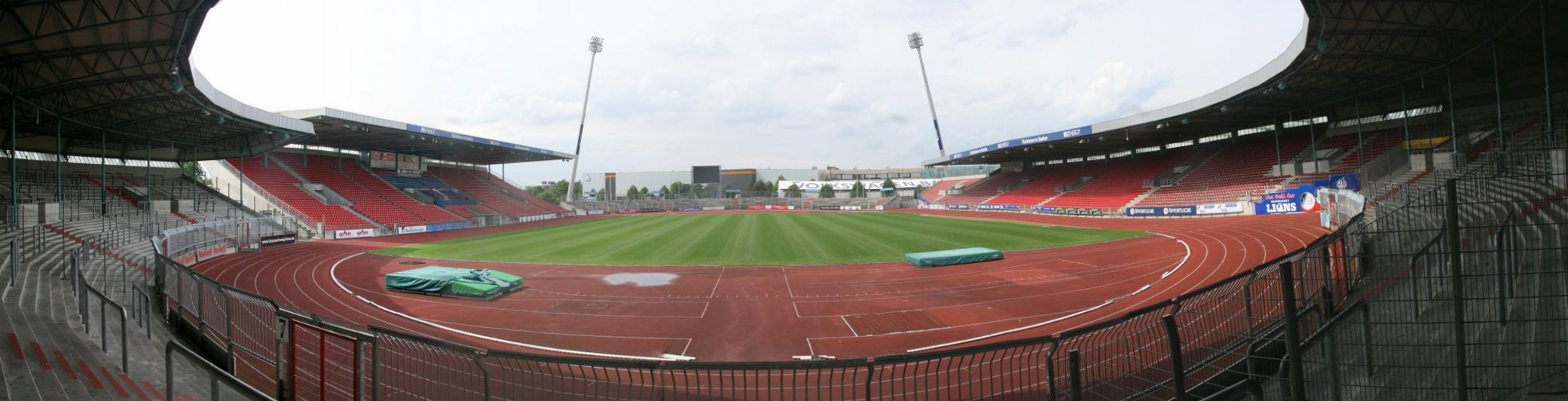
Panorama mit der alten roten Tartan-Bahn
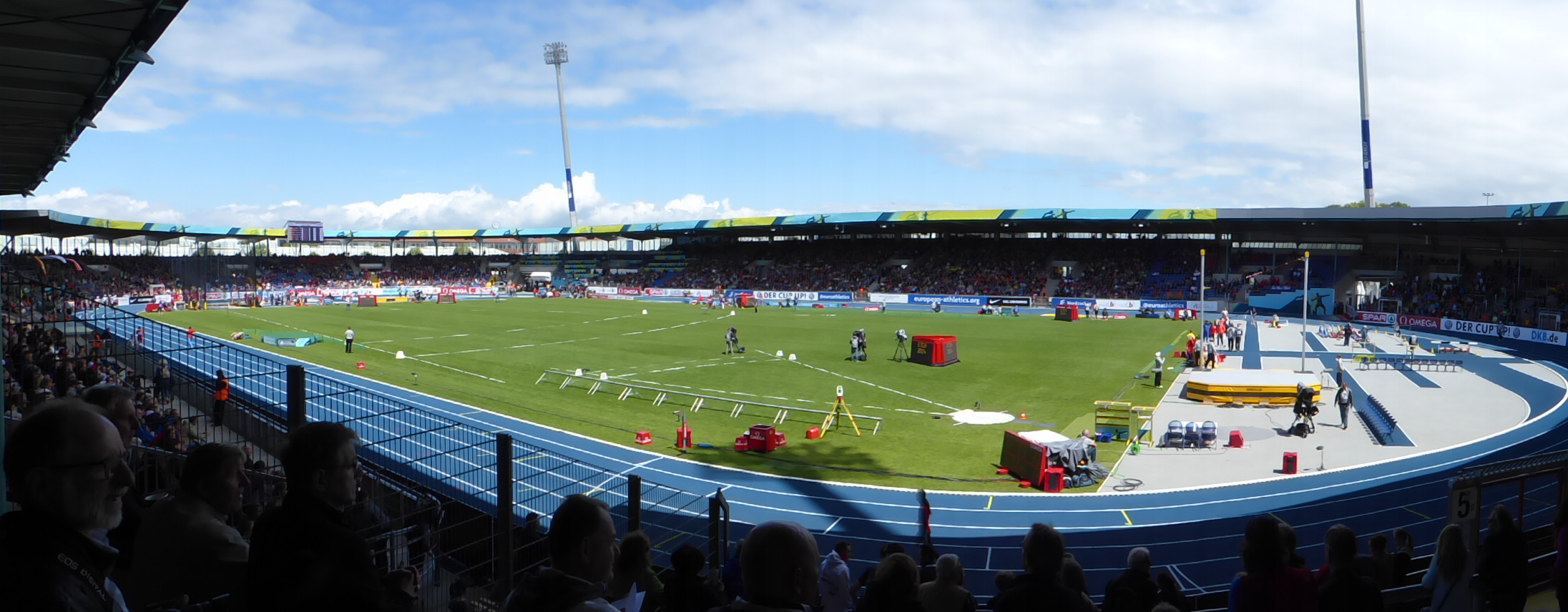
Panorama mit der neuen blauen Tartan-Bahn